# Gregorio Lazzarini

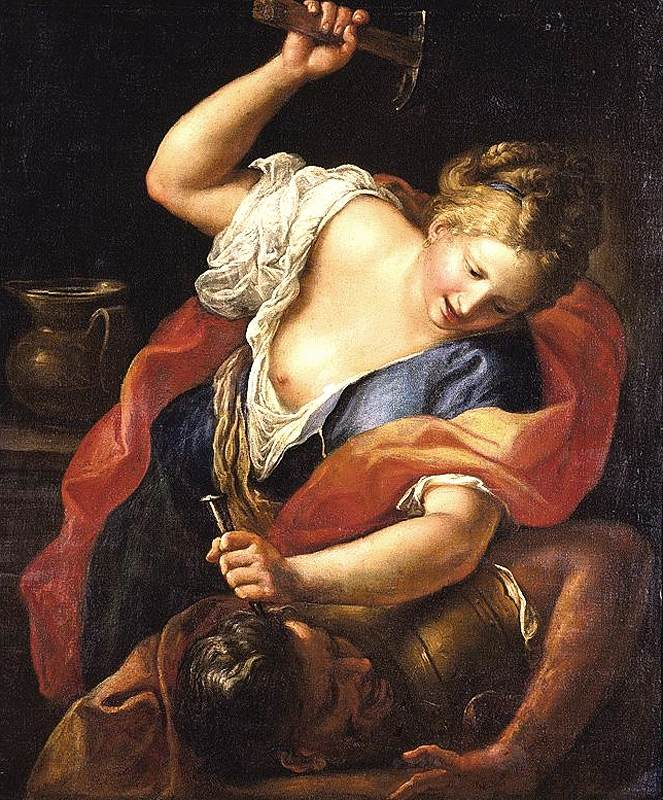
Jael und Sisera

Gregorio Lazzarini (* 1655 in Venedig; † 1730 in Villabona) war ein italienischer Maler.

## Leben
Lazzarini kam 1655 als Sohn eines Herrenfriseurs in Venedig zur Welt. Dort lebte und wirkte er bis ins späte Alter. Seine künstlerische Ausbildung begann bei Francesco Rosa. Danach wurde er ein Schüler von Gerolamo Forabosco und auch Pietro della Vecchia hatte Einfluss auf seine Entwicklung. Lazzarini eröffnete ein Atelier in San Pietro di Castello und wurde ein populärer Maler. Er schuf zahlreiche Fresken in Palästen Venedigs und in Villen in Venetien. Auch von außerhalb Italiens erhielt er Aufträge, unter anderem von den Fürsten von Liechtenstein und den Grafen von Schönborn. Zu Lazzarinis Schülern gehörten Giovanni Battista Tiepolo, Antonio Bellucci, Gaspare Diziani und Giuseppe Camerata.
Gregorio Lazzarini war auf Porträt-Mythologie und Historienthemen spezialisiert, und einer der anerkanntesten Künstler Venedigs zur Jugendzeit Tiepolos und einer der führenden Maler Venedigs des 17. Jahrhunderts. Seine letzten Jahre verbrachte er auf seinem Altersruhesitz in Villabona, wo er 1730 verstarb.
Seine Arbeiten sind oft dramatisch bewegt und zeigen teilweise ein klassizistisches Figurenideal (nach Reni oder Maratta). Eine Besonderheit seiner Werke sind die lichtdurchfluteten Farben, die im Gegensatz zu den dunkleren Arbeiten vieler Maler der zweiten Hälfte des 17. Jahrhunderts stehen.

## Abbildungen

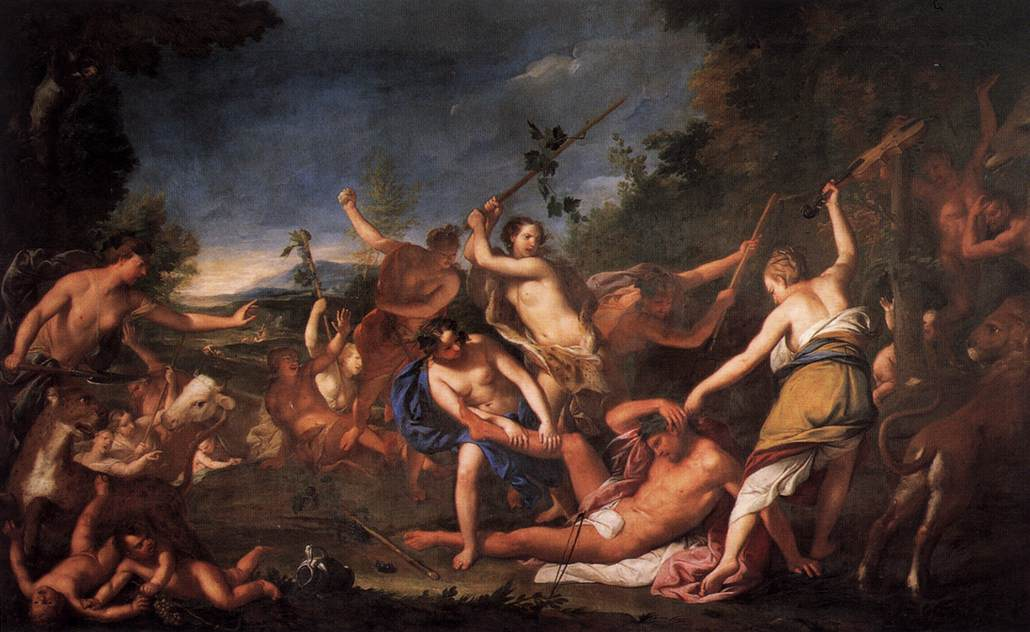
Orpheus und Bacchanten, Ca’ Rezzonico, Venedig
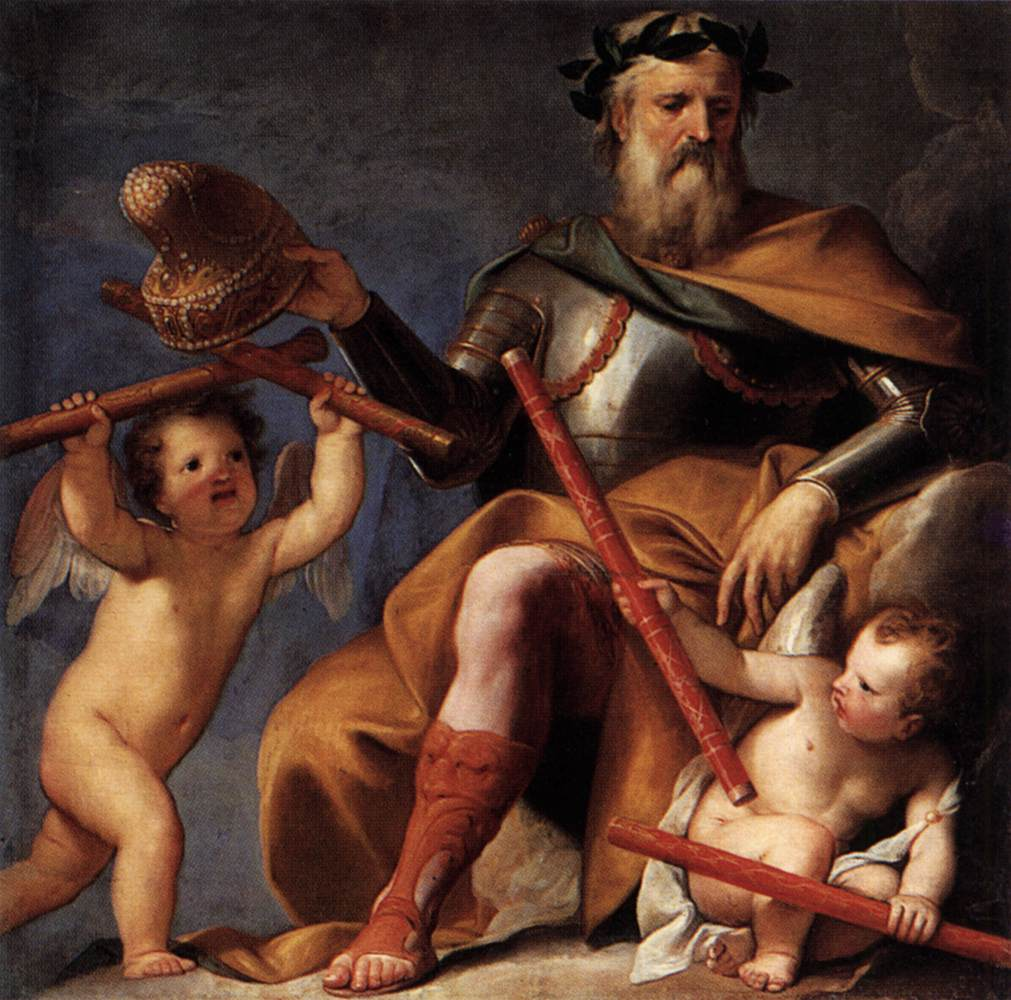
Der Doge Morosini erhält das Kommando angeboten, Dogenpalast, Venedig
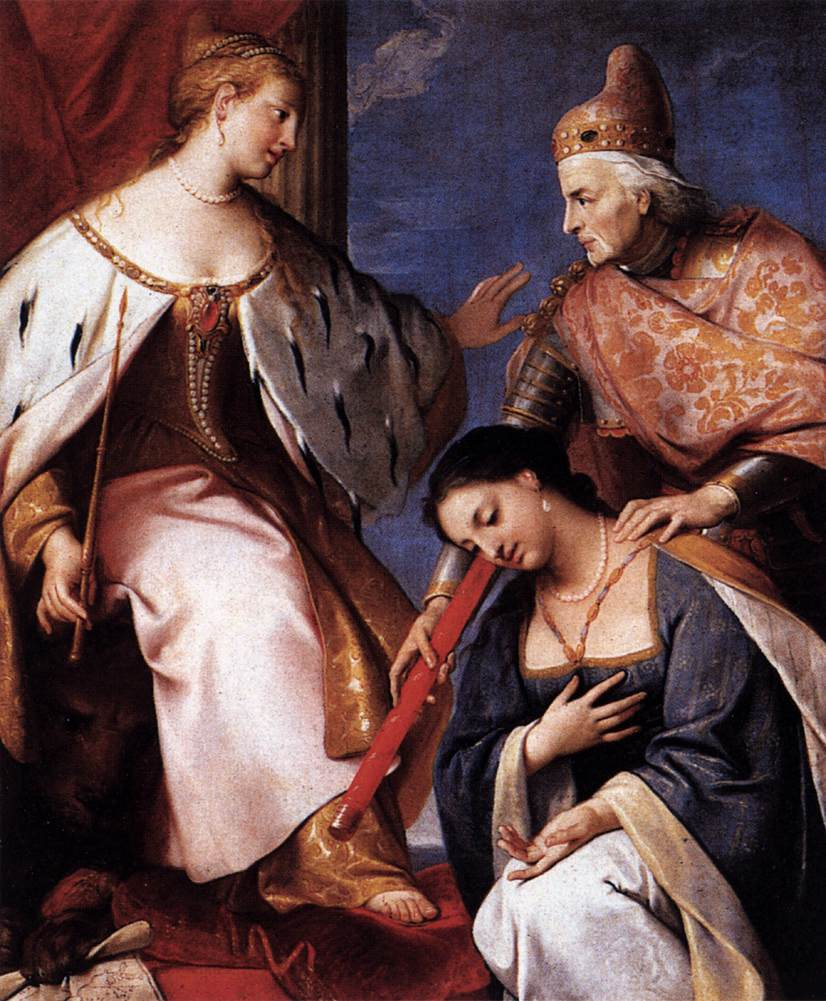
Morosini übergibt das wiedereroberte Morea an Venedig, Dogenpalast, Venedig
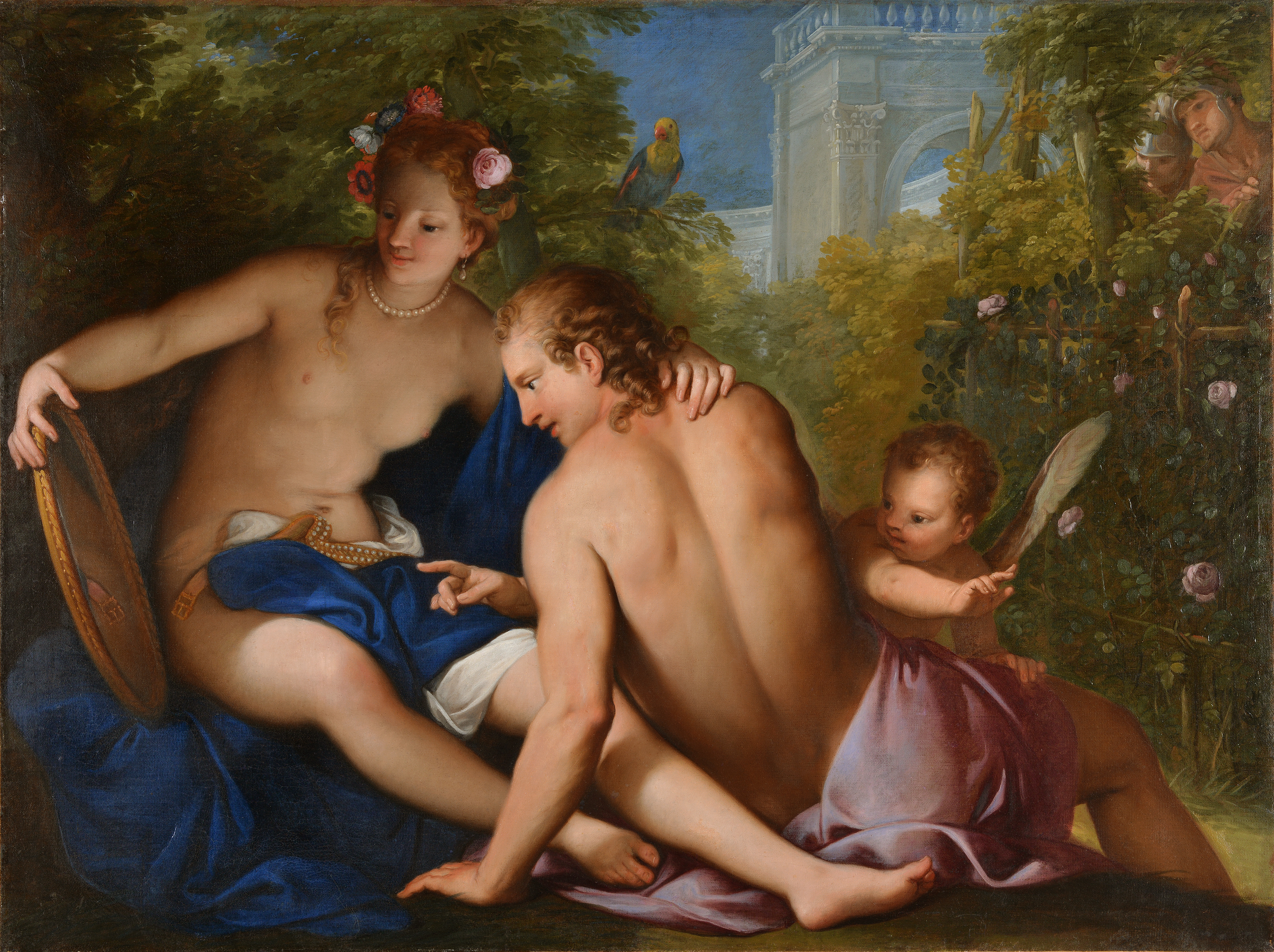
Rinaldo und Armida, Slowenische Nationalgalerie, Ljubljana
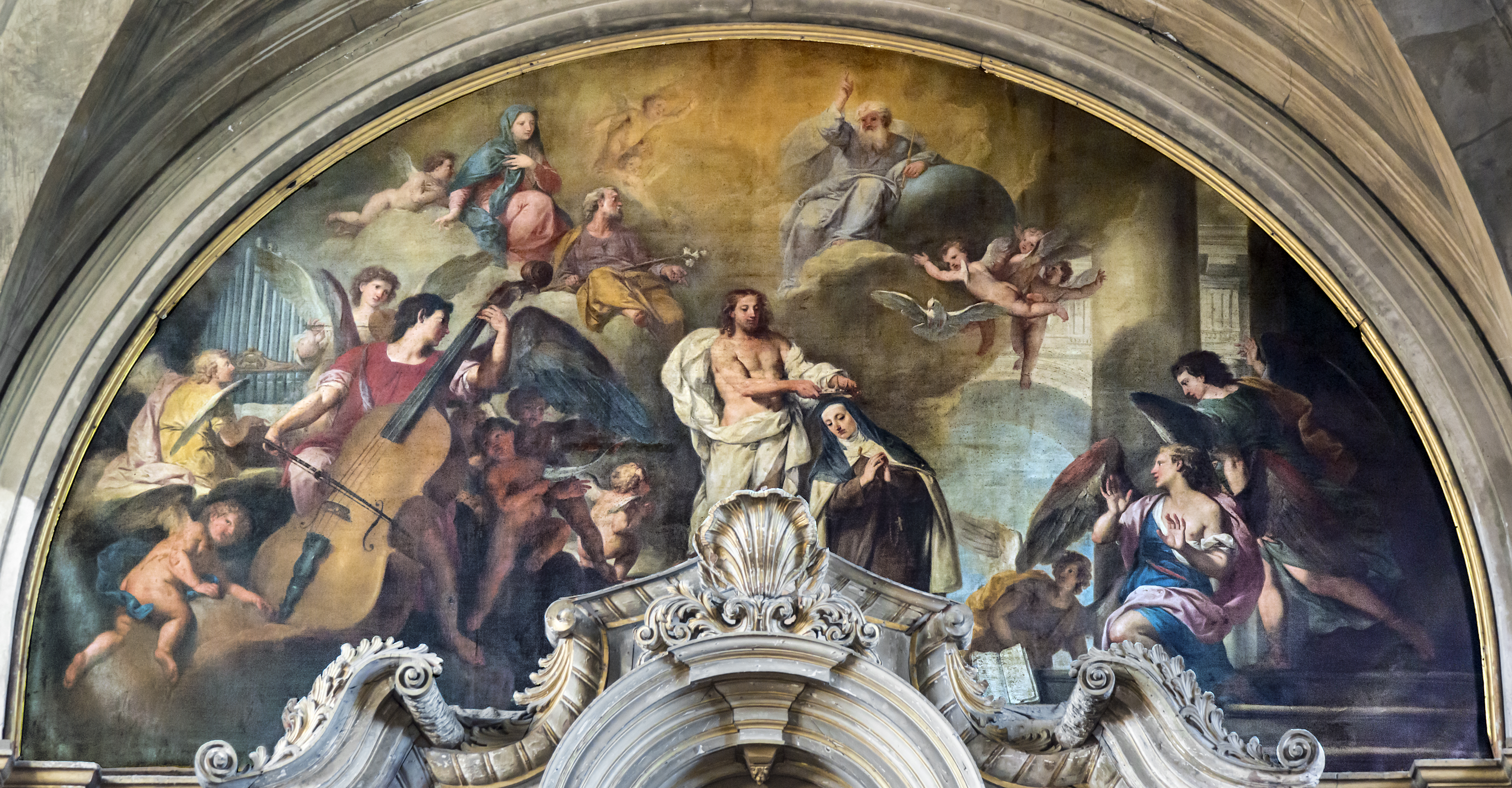
Krönung der Hl. Teresa, Santa Maria di Nazareth (Scalzi)

## Werke (Auswahl)
Venedig
- Sala dello Scrutino im Dogenpalast (1694)
- Nächstenliebe in der Kirche San Pietro di Castello
- Deckenfresken im Palazzo Ruzzini-Priuli am Campo S.Maria Formosa
- Fresken im Palazzo Moro Lin (mit Antonio Bellucci), San Marco

andere Standorte
- Selbstporträt, Accademia Carrara, Bergamo
- Porträt von Antonio Correr (Modell umstritten, eventuell Vittore Correr, 1685), National Gallery, London[2]
- Amor und Psyche, Royal Collection, Hampton Court Palace
- Tod der Dido (1712), Palazzo Buonaccorsi, Macerata
- Herkules und Omphale, Schloss Weißenstein der Grafen von Schönborn, Pommersfelden